# Fredrik Cederlund

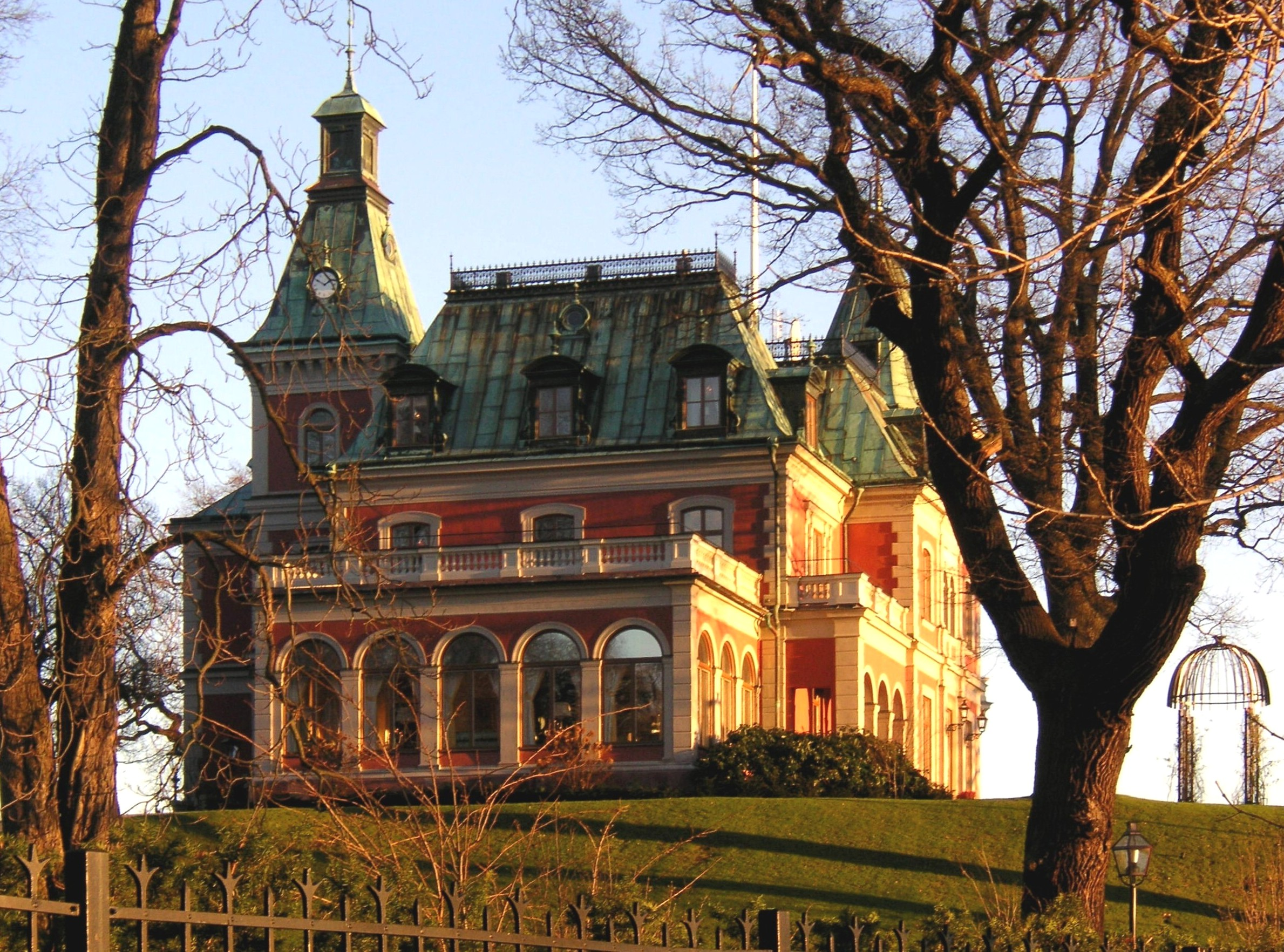
Cederlunds villa Täcka udden

Carl Fredrik Cederlund, född 4 augusti 1826 i Maria Magdalena församling, Stockholm, död 6 april 1889 i Storkyrkoförsamlingen, Stockholm, var en svensk grosshandlare och fabrikör.
Cederlund var son till punschkungen Johan Cederlund och hans hustru Botilda Charlotta Rosenlind (som avled efter barnsbörden). Han var bror till Edward Cederlund. Från mitten av 1800-talet var han delägare i faderns vinhandelsfirman J. Cederlunds Söner. Firman hade 1845 hade varit först med introducera den fabrikstillverkade kalla punschen på marknaden, vilken fått världsrykte. Bröderna blev senare även majoritetsägare i Münchenbryggeriet efter bröderna Brusell.
Bröderna blev med tiden mycket förmögna. Från 1860 var han Belgiens generalkonsul i Stockholm. 1869–1870 lät han bygga sommarnöjet Täcka udden på Södra Djurgården.
Fredrik Cederlund ligger begravd på Norra begravningsplatsen utanför Stockholm.